# Dagoberto Quesada
Dagoberto Quesada (ur. 21 lutego 1987) – kubański piłkarz występujący na pozycji pomocnika.

## Kariera klubowa
Dagoberto Quesada od 2007 jest zawodnikiem występującego w pierwszej lidze kubańskiej FC Camagüey.

## Kariera reprezentacyjna
W reprezentacji Kuby Quesada zadebiutował w 2010. W 2011 uczestniczył w Złotym Pucharze CONCACAF.